# L'Inspection des chevaux
L'Inspection des chevaux ou sous sa forme longue L'Inspection des chevaux sur la Grand-Place le 28 août (en néerlandais De Paardenkeuring op de Grote Markt op de 28ste augustus) est un tableau d'Otto Eerelman représentant les festivités annuelles du 28 août à Groningue.

## Contexte
À son quatre-vingtième anniversaire, Otto Eerelman a été honoré par la ville de Groningue, sa ville natale, qui nommait ainsi une rue en son honneur. Le conseil municipal commande, au même moment, une grande peinture à l'artiste. La ville a laissé au peintre le choix du sujet de cette commande à Eerelman tout en exprimant une préférence pour une scène qui représenterait la ville elle-même. Otto Eerelman a donc choisi de peindre l'inspection équestre, une activité populaire des festivités annuelles de la commémoration du 28 août, date de la levée du siège de la ville de 1672.
En mars 1920, l'œuvre a été affichée pendant deux jours à la fenêtre d'un café sur la Grand-Place. Il fut ensuite transféré dans la salle des mariages de l'hôtel de ville.